# 朱塞佩·维塔利
朱塞佩·维塔利（Giuseppe Vitali，1875年8月26日—1932年2月29日），意大利数学家，因实数不可测集的存在性上的维塔利定理而出名。他的维塔利覆盖引理也是测度理论的一条基本原理。
维塔利生于拉韦纳，卒于博洛尼亚。